# Begonia albidula
Begonia albidula é uma espécie de Begonia.